# Nils Nilsson Behm den yngre
Nils Nilsson Behm den yngre, döpt 10 november 1672, död den 15 december 1720, var en svensk guldsmed.

## Biografi
Nils Nilsson Behm den yngre var halvbror till guldsmeden Måns Nilsson Behm, vilken var son till Nils Nilsson Behm den äldre. Nils Nilsson Behm den yngre blev 1689 lärling hos guldsmeden Erik Bengtsson Starin i Stockholm och omkring år 1694 gesäll. 14 mars 1698 erhöll han burskap som guldsmedsmästare i Linköping under ämbete i Norrköping. Nils Nilsson Behm den yngre fick burskap som guldsmedsmästare 1698 och blev rådman 1714. Han avled 1720 och begravdes i Linköpings domkyrka.

## Verk
- Vadstena klosterkyrka, Östergötland: Vinkanna 1698
- Linköpings domkyrka, Östergötland: Nattvardskalk 1700
- Östra Husby kyrka, Östergötland: Vinkanna 1700
- Väderstads kyrka, Östergötland: Oblatask 1707
- Normlösa kyrka, Östergötland: Oblatask 1707, brudkrona
- Vreta klosters kyrka, Östergötland: 1 par ljusstakar 1713
- Göteborgs museum: Sked
- Kaga kyrka, Östergötland: Paten
- Nordiska museet, Stockholm: Skedar
- Sjögestads kyrka, Östergötland: Vinkanna
- Vists kyrka, Östergötland: Oblatask
- Östergötlands länsmuseum, Linköping: Skedar